# Gongora odoratissima
Gongora odoratissima là một loài thực vật có hoa trong họ Lan. Loài này được Lem. mô tả khoa học đầu tiên năm 1847.